# تالگات موسی‌بی‌اف
تالگات موسی‌بی‌اف (به انگلیسی: Talgat Musabayev) فضانورد اهل کشور قزاقستان است که در ۷ ژانویهٔ ۱۹۵۱ در بخش کارگالی زاده شد. وی در مأموریت میر ئی‌او-۱۶، سایوز تی‌ام-۱۹، میر ئی‌او-۲۵، سایوز تی‌ام-۲۷، آی‌اس‌ای ئی‌پی-۱، سایوز تی‌ام-۳۲، سایوز تی‌ام-۳۱ حضور داشته است.